# Lantfarkú lappantyú
A lantfarkú lappantyú (Uropsalis lyra) a madarak (Aves) osztályának a lappantyúalakúak (Caprimulgiformes) rendjéhez, ezen belül a lappantyúfélék (Caprimulgidae) családjához tartozó faj.

## Rendszerezése
A fajt Charles Lucien Jules Laurent Bonaparte francia ornitlógus írta le 1850-ben, a Hydropsalis nembe Hydropsalis lyra néven. Egyes szervezetek jelenleg is ide sorolják.

## Alfajai
- Uropsalis lyra argentina Olrog, 1975
- Uropsalis lyra lyra (Bonaparte, 1850)
- Uropsalis lyra peruana (von Berlepsch & Stolzmann, 1906)[1]

## Előfordulása
Dél-Amerikában, az Andokban, Argentína, Bolívia, Kolumbia, Ecuador, Peru és Venezuela területén honos. Természetes élőhelyei a szubtrópusi vagy trópusi hegyi esőerdők. Állandó, nem vonuló faj.

## Megjelenése
Testhossza 28 centiméter, a hím a farktolla 60 centiméteres.

## Természetvédelmi helyzete
Az elterjedési területe nagyon nagy, egyedszáma pedig stabil. A Természetvédelmi Világszövetség Vörös listáján nem fenyegetett fajként szerepel.